# Пол-е Дохтар
 Тази статия е за града в Иран.  За шахрестана вижте Пол-е Дохтар (шахрестан).  
Пол-е Дохтар (на персийски: پلدختر) е град в западен Иран, административен център на шахрестана Пол-е Дохтар в провинция Лурестан. Населението му е 26 352 души (2016 г.).
Разположен е на 673 m надморска височина в долина на планината Загрос, на 70 km югозападно от град Хорамабад. Северно от града се намират развалините на голям мост от Сасанидската епоха, на който е наречен самия град (буквално „Мост на дъщерята“).